# Cérou (Alagnonnette)
Pour les articles homonymes, voir Cérou.
Pour l’article ayant un titre homophone, voir Céroux.
Le Cérou est un ruisseau français qui coule dans le département du Cantal. C'est un affluent de l'Alagnonnette en rive gauche, donc un sous-affluent de la Loire par l'Alagnonnette, l'Alagnon et l'Allier.

## Géographie
Le Cérou prend sa source dans les monts de la Margeride, à 960 mètres d'altitude, aux pieds du suc de Brousse (commune de Saint-Mary-le-Plain). La totalité de son parcours est orientée nord-est et se situe dans le département du Cantal. Dès son départ le ruisseau s'enfonce dans de profondes gorges. L'autoroute A75 emprunte la vallée du ruisseau, qui de ce fait, a vu son cours réaménagé. À certains endroits la totalité de la vallée est occupée par l'autoroute et le nouveau lit du cours d'eau a été creusé dans le roc. Le Cérou rejoint l'Alagnonnette en rive gauche au lieu-dit "Le pont de la Rongasse" (commune de Massiac).

## Communes traversées
D'amon en aval, le Cérou longe ou traverse les communes suivantes, toutes situées dans le département du Cantal.
- Saint-Mary-le-Plain
- Saint-Poncy
- Bonnac
- Massiac

## Affluents
Le Cérou compte 8 affluents notables dont un seul est référencé.
- Ravin de Pradal
- Ruisseau du Poux
- Ravin de Bouiri
- Ravin des Soulages
- Ravin de la belette (K2547500)